# Seward (Nebraska)
Seward ist eine Stadt und gleichzeitig County Seat in Seward County, im US-Bundesstaat Nebraska. Nach der Volkszählung 2010 hatte Seward 6964 Einwohner. Die Stadt liegt in der Metropolitan Statistical Area Lincoln, Nebraska. Sie ist für ihr großes Fest zum Unabhängigkeitstag bekannt.

## Geschichte
Seward wurde 1868 gegründet. Der Namensgeber ist Seward County.
Die Eisenbahnlinie wurde 1873 durch Seward gebaut.

## Geografie
Seward liegt bei 40°54′40″N 97°5′49″W (40.911216, −97.096972). Die Stadt hat eine Fläche von 11,16 km², und 0,10 km², oder 0,90 Prozent, ist Wasser.

## Demografie
Laut Volkszählung im Jahr 2010 lebten 6964 Personen, in 2521 Haushalten und 1653 Familien in der Stadt. Die Bevölkerungsdichte war 629,7 Einwohner je km². Es gab 2796 Wohneinheiten. Die Bevölkerung bestand zu 96,8 Prozent aus Weißen, 0,6 Prozent aus Afroamerikanern, 0,4 Prozent aus Indianern, 0,6 Prozent aus Asiaten, 0,3 Prozent aus anderen races, und 1,4 Prozent aus multiethnischen Amerikanern (zwei oder mehr races). Hispanic oder Latino waren 1,9 Prozent der Bevölkerung.
Es gab 2521 Haushalte; 32,1 Prozent hatten Kinder unter 18 Jahren, 55,0 Prozent waren zusammenlebende Ehepaare, 7,3 Prozent hatten eine weibliche Hauseigentümerin ohne Ehemann, 3,2 Prozent hatten einen männlichen Hausherrn ohne Ehefrau, und 34,4 Prozent waren nicht Familien. 30,2 Prozent der Haushalte bestanden aus alleinlebenden Personen und 15,4 Prozent der Haushalte bestanden aus alleinlebenden Personen im Alter von 65 Jahren oder darüber. Die durchschnittliche Zahl von Personen in einem Haushalt war 2,39 und die durchschnittliche Zahl von Personen in einer Familie war 2,98.
Das mediane Alter war 32,4 Jahre. 22,6 Prozent der Einwohner waren unter 18 Jahren; 18,8 Prozent waren zwischen 18 und 24 Jahren; 21,5 Prozent waren zwischen 25 und 44 Jahren; 22 Prozent waren zwischen 45 und 64 Jahren; und 15,1 Prozent waren 65 Jahre oder älter. Die Einwohner waren zu 48,1 Prozent männlich und zu 51,9 Prozent weiblich.

## Vierter-Juli-Stadt
Fast jedes Jahr seit 1868 wurde in Seward der Unabhängigkeitstag gefeiert. 1973 wurde Seward von Gouverneur J. James Exon zur Nebraska's Official 4th of July City („Nebraskas offizielle Vierter-Juli-Stadt“) erklärt. 1979 wurde Seward vom Kongress der Vereinigten Staaten zur America's Official Fourth of July City-Small Town USA („Americas offizielle Vierter-Juli-Stadt-Ortschaft USA“) ernannt. Die Besucherzahl wurde zuletzt auf etwa 40.000 geschätzt.

## Bildung
Seward Public Schools ist der Schulamtsbezirk der Stadt. Er betreibt die Seward Elementary School, die Seward Middle School und die Seward High School. Darüber hinaus gibt es drei Privatschulen: St. John Lutheran Elementary and Junior High School (LCMS), St. Vincent de Paul (römisch-katholisch) und die Concordia University (LCMS).

## Persönlichkeiten
- John Folda (* 1961), Bischof des Bistums Fargo der Römisch-katholischen Kirche
- Sam Koch (* 1982), American-Football-Spieler